# Шипраге
Шипраге су насељено мјесто у Босни и Херцеговини, у општини Котор Варош, ентитет Република Српска. Административни статус мјеста се мијењао, од разних варијанти локалних одредница до мјесне заједнице. Од аустро-угарског периода до 1954. године Шипраге су биле једна од општина Среза/Котара Котор Варош, да би их Закон о комуналном уређењу (1954) вратио на ниво мјесне заједнице. Међутим, општинска организација трајала је све до 1956, када се поново уводи администрација мјесне заједнице, која траје све до данас.
Према попису становништва из 1991, у насељу cу живјела 952 становника, а по попису становништва из 2013. године, 788 житеља.

## Име
Савремено име мјесто је добило по беговској породици Шипрага. Није поуздано познато да ли су им преци (бар дио њих) аутохтоно становништво или су однекуд доселили у овај крај и покрили релативно широк и дуг иметак у долини ријеке Врбање и њених притока. Према генерацијски преношеним казивањима, а особито катастарским подацима, дио њих је вероватно поријеклом из Поугарја (долине уз ријеку Угар).

## Клима
На подручју Шипрага преовладава умјерено-континентална клима, са изражена четири годишња доба: прољеће, љето, јесен и зима. На околним брдима и планинама је претпланинска и планинска. Годишња колебања температуре и падавина су релативно векика, али дугорочно стабилна.
Дугорочни ("историјски") климатски показатељи за подручје Шипрага
| Мјесец    | Просјечна температура (°C) | Минимална температура (°C) | Максимална температура (°C) | Падавине (mm) |
| Јануар    | –1,7                       | –4,8                       | 1,4                         | 59            |
| Фебруар   | 0,3                        | –3,6                       | 4,2                         | 63            |
| Март      | 4,6                        | –0,1                       | 9,3                         | 59            |
| Април     | 9,1                        | 3,9                        | 14,3                        | 74            |
| Мај       | 13,6                       | 8,1                        | 19,2                        | 90            |
| Јуни      | 17,2                       | 11,5                       | 22,9                        | 99            |
| Јули      | 18,9                       | 12,6                       | 25,3                        | 81            |
| Август    | 18,4                       | 11,9                       | 24,9                        | 76            |
| Септембар | 14,7                       | 8,6                        | 20,9                        | 71            |
| Октобар   | 9,5                        | 4,7                        | 14,4                        | 79            |
| Новембар  | 4,4                        | 1                          | 7,8                         | 100           |
| Децембар  | 0,1                        | –2,7                       | 3                           | 88            |

- Варијације у падавинама између најсувљег и највлажнијег мјесеца су 41 mm. Током године, просјечна температура варира око 20,6 °C.[3]

## Географија
Шипраге су на ријеци Врбањи тј. на југоистоку од Бање Луке (61 km) и Котор Вароша (30 km) и центар је истоимене мјесне заједнице. Лоциране су у разгранатој долини (уз Брбању и нене притоке), између планинских вијенаца: сјевероисточно је Шипрашко Брдо (врх Главић, 950 м), јужно Јасик (769 м), југоисточно комплекс Шајиновина — Стражбеница (848 м), западно Радохова (врх Капе,950 м) и сјеверозападно Борчићи (799 м) са Храстиком. Насеље, уз Брбању и њене притоке, дуго је око три, а широко око два километра. Обилује изворима питке воде, од којих је један (уз притоку Црквеницу) искориштен за опскрбу мјесне водоводне мреже. У самом мјесту, у Врбању се улијевају — здесна: Мусић поток, Црквеница, Бакин поток и Борчићки поток, те Ћорковац, Заградински поток и Демићка — с лијеве стране.

## Историја

### Предосманлијско доба
Према релевантним изворима, првих насеља у долини Врбање било је још у неолиту. Ово подручје су тада насељавали Илири, а у 4. вијеку п. н. е. ту су по први пута продрли Келти. Они су се у више најезда задржавали у Босни. Концем старог вијека, долине Врбаса, Врбање и Сане насељавало је илирско племе Мезеји. Након готово једног стољећа отпора домородаца, у 1. стољећу нове ере ову долину освајају Римљани, који постепено потискују Илире и асимилирају Мезеје. Регрутују их и у своју војску, укључујући и морнарицу.
Готово цијело једно стољеће, домородачки Илири су пружали отпор надирујућој Римској империји. Из тог периода постоји више локалитета који указују на римске грађевине: у Шипрагама при самом ушћу Црквенице у Врбању („на њиви Омер-бега Шипраге“), 1891, откривени су остаци ранохришћанске базилике (3. — 5. стољеће).
Јужни Словени, у долину Врбање, досељавају тек у 7. стољећу нове ере, гдје већину чине домородци „Добри Бошњани“. Мијешајући се са старосједиоцима, задржали су се до савремене епохе. Славенизацијом Балкана формирају се прве јужнословенске државице, међу којима је и прва босанска држава — у 10. стољећу. Седрени стећци у Шипрагама свједоче о старобосанској насеобини, најкасније из 12. стољећа. Стећци су били при ушћу Црквенице у Врбаљу. Стећци су били при ушћу Црквенице у Врбању (уз сāме обале ријека). Педесетих и шездесетих година XX вијека, изрезани су и уграђени у зидове околних кућа и других објеката (могуће је због вјеровање у легенду о њиховој „чудотворности“). Један од најбоље очуваних стећака је потопљен у кориту Врбање, непосредно уз примарну локацију, али га бујице носе све даље низводно.
Вјера старобосанска се дуго опирала, упркос повременим упадима крсташа, чији је циљ био увођенје најприје католицизма, а затим и православља. Назив Црква Босанска, увели су католички мисионари (у 13. стољећу, по којима нису постојале друге богомоље осим цркве, нити праве вјере осим католицизма.

### Османлијско доба
Од 1519. средњовјековни град Котор је под турском влашћу. Тада је поред насеобине Котор формира и Варош, на подручју данашњег Доњег Вароша. Ширењем града у оба правца, према археологу Ђурђевићу, настао је град који је у свом имену задржао оба имена: Котор Варош, који је укључивао насеља: Котор католички, Котор турски, Чепак, Слатина и Варош, која се по први пут под тим именом помиње 1889. године, након пописа, који је организовала Аустро-Угарска, а која је одлуком великих сила анектирала Босну и Херцеговину 1878.
У свом ратном походу на западну Босну, Гази Хусрев-бег је 1520-их брзо напредовао, освојивши Вечиће (1519. или 1520), Котор (1521), Звечај, Гребен, Сокол, Језеро, Винац, Врбашки град, Ливач, Карматин, Бочац, Удбину, Врану, Модруч и Пожегу. У долину Врбање. Преко Влашићког масива може се стићи из два правца:
- преко гудура Угра и Иломске или
- из долине Лашве и њене притоке Биле, превојем којим данас пролази траса (још увијек неизграђене) комуникације регионалног пута R-440.

Имајући у виду брзину овог продора, претпоставља да су Крушево Брдо и Шипраге пали дан прије Боја на Бечићком пољу, односно пада Котора.
Зна се да су долину Врбање и њен административни центар Котор, Османлије запосјеле 1519, тек 56 година након пада Босне (1463). Затим, предвођени Гази Хусрев-бегом, освајају Бања Луку, 1521..
Под данашнјим именима мјеста у овој долини се по први пута спомињу 1889. године, послије пописа становништва, који је реализовала Аустро-Угарска власт, након анаксије Босне и Херцеговине, 1878, према споразуму „великих сила“.
Изузев преношенја "с кољена на кољено", веома је мало доступних података о османлијској епохи у долини Врбање. Зна се, међутим, да је у том раздобљу долина била у Кобашкој Капетанији, чије је сједиште, пред анексију, било у Котору (Которграду, данашнји Котор Варош).

### Аустроугарско доба
Аустроугарске власти су изградиле разгранату мрежу шумског ускотрачног саобраћаја дуж тока врбане и нених притока. Примарна намјена и м је била да, уз посредованје Земалјске владе БиХ, интензивирају експлоатацију шумског блага и осталих природних ресурса. Пруга је долазила из Котор Вароша. На подручју Шипрага рачвала се у неколико праваца. Уз Демићку је ишла до испод Дунића (825 м), a уз Црквеницу до (823 м). Од Крушева Брда су ишла два крака пруге: уз Врбању и Бобовицу. Траса уз Врбању је водила преко Бобовица до окретаљке и Чекрка, а затим — након транспорта локомотиве помоћу чекрка (у кланцу између Шепирица и Јасена) — до Ријечица (1300 м). Одвојак уз Бобовицу је пролазио кроз село Бобовице, па између Палике и Пашинца до Сребреног брда (према Меокрњу), тј. до ушћа потока Крна (921 м). На трасама демонтираних пруга, касније су изграђене локалне цесте за многа шипрашка села.

### Двадесети вијек
У Првом свјетском рату десеткована је мушку популација Шипрага. Највише су страдали у рату или одведени у ропство, одакле их се само неколико вратило. Добар дио их је "покоцила" "Шпанска грозница". Стога, двије генереције Шипражана, од 20-их до 50-их година 20. вијека не памте њихове очеве и / или дједове. Од 1. децембра 1918. до 3. октобра 1929, Шипраге су били дио Краљевина Срба, Хрвата и Словенаца и до 1941. Краљевине Југославије.

### Други свјетски рат
У Другом свјетском рату, Шипраге су биле упориште и уточиште за више партизанских јединица, укључујући и 12. дивизијске болнице (у клисури Демићке). На подручју Шипрага је, на самом почетку рата, било неколико локалних партизанских јединица, које су касније укључене у придошле веће формације. Иако је ово мјесто било и остало изван главних путева, у више наврата је бомбардовано, уз нападе њемачких и четничких снага. Дубока ријечна клисура на обронцима Брестоваче (између села Зловарићи и Дунићи, односно испод Дунића стијена била је тешко уочљива за њемачку авијацију. Касније се испоставило да ни непријатељске снаге нису имале прецизне податке о њеној локацији. Због честих ваздушних напада, из предострожности, болница је, 4. јануара 1944. године, дислоцираних у околицу и Корићане. Затим је око 600 рањених и болесних пресљено у села Стопан и Лозиће, а затим у Паливук, Чуднић и Крушево Брдо. Непријатељске снаге су се, 6. јануара 1944, пробиоле кроз партизанске линије одбране (на раскрсници путева између за Стопана и Керли, локалитет Раскршће, и 7. јануара, ушле у центар Шипрага. Линије партизански одбрана, на превоју између Црквенице и Стопанског потока, изненадиле су елитне њемачке специјалне јединице (зване "трупови"), које су се, на скијама, сјуриле низ планинску падину, са јаком ватром из аутоматског оружја.
Након проласка Шесте непријатељске офанзиве, за десетак дана (15. јануара 1944. године), болница се враћа у Шипраге. Прије и за вријеме евакуације, распореда рањених и повратака у Шипраге, болницу је штитила 14. средњобосанска ударна бригада.
Преминули рањеници и остали пацијенти су касније, из примарних гробница у шуми, пресељени у заједничко Партизанско гробље у Шипрагама, које и данас постоји на локалитет Заградине.
У другом извору података о овим догађајима, могу се наћи неки занимљиви детаљи о томе како из историје локалне заједнице, тако и подаци о партизанској медицинској служби у овом крају:
"Пошто су непријатељеви авиони непрекидно извиђали ту просторију (Котор Варош — Шипраге)  у близини у брду су изграђена три већа склоништа у виду изломљене линије у близини сваког одељења, где су се могли склонити сви покретни ранењици и болесници. Недалеко од болнице било је изграђено и више подземних бункера, добро маскираних, које су градили рудари борци 1. батаљона 5. крајишке бригаде, од којих је сваки могао примити по 15-20 рањеника и болесника. Било је и неколико мањих бункера са  5-7 места, тако да се укупно могло сместити око 100 рањеника. Три бункера били су употребљавани у априлу 1944. године за време надирања непријатеља у правцу болнице, али он није стигао до болнице. На сличан начин била су изграђена и четири бункера у шуми у близини Корићана изнад села Ћорковића. Пошто су у току 1943. била изграђена и два бункера у шуми у близини села Г. Чуднића, било је у приправности у случају потребе пет група бункера добро вентилираних и изолованих од влаге. Слични објекти били су изграђени и за смештај хране и муниције. До 15. маја 1944. када су због бомбардовања болнице из ваздуха, која је била делимичнооштећена, тешки рањеници пребачени су у с. Демиће у близини болнице (на три четврт сата удаљености), a лакши смештени у бајте у густој јеловој шуми. Кроз ову болницу прошло је 536 рањеника и болесника,  од чега 152 оболела од пегавца, 229 рањеника и 155  осталих, међу њима и више  промрзлих. Поред  прве бањалучке  операције које је пред санитетску службу на територији Босанске крајине и среднје Босне поставила обимне задатке, од значаја за њен рад у овом периоду у средњој Босни, иако у мањем обиму, биле су борбе у септембру 1944 године за Прњавор, Котор Варош, доцније Добој и Теслић и други напад на Бања Луку“
Прије тога, у ширем подручју Теслића, до Шипрага, крстарио је једна контроверзна чечавска група, која је била против окупационих снага, оружаних снага НДХ и четника. Она је сарађивала са партизанима, али није била укључена у њихове редове. Звала се „Четири руже“, са наводно четири наоружана мушкарца. Групу је предводио Урош Боштрумић од Прибинића, један међу најупечатљивијим и најхрабријим војницима у првим данима устанка у овом дијелу Централне Босне. На почетку устанка био је веома ангажован. Између осталог, обавља неколико успјешних акција, али је у нападу на жандармеријску станица у Шипрагама, 1941, тешко рањен и дуго се опорављао у Очаушу.
За два дана, 26. и 27. априла 1945, у покушају да заварају траг, у бјекству према западу, четници су покушали да се пробију преко Шипрага, али су тамо поново поражени и одбачени према Травнику. Тај дио четничке голготе у Босни се одвијао по сљедећем сценарију:
."Увече смо били с оне стране Узломца, у долини реке Брбање, код села Хрваћана. Пређосмо речицу и ту у првим селима заноћисмо. Освануо је нешто бољи дан, магловит али без кише. Продужисмо уз Врбању да се, одвајајући се овдје, попнемо у село Борци и ту преноћимо.  Борби није било. Сутрадан смо дошли  без борбе до села Очауш.
Комунисти су већ могли да имају представу о нашем покрету, као и његовом циљу. Извештаји које смо ми имали, већ су показивали њихово груписање, које се сводило на сачекуше на неким местима. Та околност нас је нагонила да се у даљем  покрету држимо што више планинских венаца.
То је отежавало покрет и доводило у питанје присуство рањених, болесних и изнемоглих. При таквој ситуацији ништа нам друго није преостало него да неспособне оставимо. У овом погледу, где смо сада били, нудиле су се извесне повољности. Ту је још увек било јаких четничких снага под командом локалног четовође Тешановића.

Овде смо остали до ноћи између  26-27. априла,  ради одмора и попуне делова, то је дало комунистима времена да се групишу   и Теслића. Јака борба трајала је целу ноћ нарочито код десне колоне у селу Шипраге. У зору 27. априла 1945 на Шумадијски јуришни ударише комунисти из правца — река Усора,  Теслић и са слабијим снагама са планине Борје. Разви се огорчена борба, да се постепено због напада из три правца, претворила у борбу у мешавини. Благодарећи близини планине Борје и дану, испало је да корпус није доживео трагедију какву је могао“.
У процесу обнове државности Босне и Херцеговине (ЗАВНОБиХ, 25. новембар 1943. и Друго засједање АВНОЈ-а, 29. новембра 1943), Шипраге, припадају Народној Републици Босни и Херцеговина у ФНРЈ и касније у СФРЈ до 1992. Послије Дејтонског споразума (1995) постале су дио Републике Српске у Босни и Херцеговини.

### Рат у Босни
Током Рата у Босни и Херцеговини (1992—95), Војска Републике Српске, полиција и паравојне снаге су демолирали околна бошњачка села, посебно оне узводно дуж Врбање до Крушева Брда, као и сва бошњачка села низводно до Бања Луке. Локално становништво је убијано, а већина је протјерана.
Један од 18 логора за Бошњаке општине Котор Варош био је у просторијама Полицијске станице у Шипрагама.
Након 1996. године, већина шипрашких бошњачких села је дјелимично обновљена, захваљујући Влади и војницима Луксембурга, тј. Батаљона BELUGA (skr. od: Belgium — Luxembourg — Greece — Austria; у оквиру мисије ЕУФОР-а — СФОР-а EUFOR-SFOR-a. Обновљена је и дотад једина џамија у ширем подручју. Током рата у Босни и Херцеговини, у мјесту је саграђена и православна црква (на мјесту некадашње "шумарске куће" и бившег сједишта локалне администрације).

### Хронологија
- ? — 550. п.не.;
- Илирска племена Мезеји 550. п. н. е. — 300. н.е.;
- Римско царство 6 ./ 9. — 395.;
- Западно римско царство 395. — 476.;

← * ’? '’’' → 476 '?' — 1137.
- Босанска бановина 1137. — 1377;
- Краљевина Босна 1377. — 1463;
- хрватска-мађарска персонална унуја; Јајачка Бановина: 1464. — 1529;
- Оснанлијски период (Босански санџак) 1529. — 1864: (Босански Вилајет) 1864. — 1908;
- Аустро-Угарска 1878. — 1918.
- Краљевина Срба, Хрвата и Словенаца (СХС): 1918. — 1928.
- Краљевина Југославија 1928. — 1941.
- Независна Држава Хрватска 1941. — 1943.
- Демократска Федеративна Југославија (ДФЈ): 1943. — 1946.
- Федеративна Народна Република Југославија (СФРЈ) 1946. — 1963.
- Социјалистичка Федеративна Република Југославија (Југославија) 1963. — 1992.
- Република Босна и Херцеговина (РБиХ): 1992. — 1995.
- Држава Босна и Херцеговина 1995. — →

## Становништво
| Шипраге Попис 2013: Укупно 788 становника. |              |              |              |
| Година пописа                              | 1991.        | 1981.        | 1971.        |
| Муслимани/Бошњаци                          | 745 (78,25%) | 711 (60,10%) | 422 (51,33%) |
| Срби                                       | 168 (17,64%) | 320 (27,04%) | 370 (45,01%) |
| Хрвати                                     | 1 (0,10%)    | 6 (0,50%)    | 0            |
| Југославени                                | 32 (3,36%)   | 136 (11,49%) | 21 (2,55%)   |
| Остали и непознато                         | 6 (0,63%)    | 10 (0,84%)   | 9 (1,09%)    |
| Укупно                                     | 952          | 1.183        | 822          |

Према попису становништва из 1991. године, мјесто је имало 952 становника.
| Демографија | Демографија | Демографија |
| Година      | Становника  | Становника  |
| ----------- | ----------- | ----------- |
| 1879.       | 1.312       |             |
| 1885.       | 1.575       |             |
| 1910.       | 760         |             |
| 1921.       | 999         |             |
| 1931.       | 5.028       |             |
| 1948.       | 1.774       |             |
| 1953.       | 7.746       |             |
| 1961.       | 828         |             |
| 1971.       | 822         |             |
| 1981.       | 1.183       |             |
| 1991.       | 952         |             |
| 2013.       | 788         |             |

Напомена: 1979, 1885. и 1910. = Шипраге са околним селима
- За 1931. и 1953. годину приказано је становништво ондашње општине Шипраге.

### Становништво по општинама Среза Котор Варош, 1953.
| Пописно подручје (Срез/Општина) | Укупно | Срби  | Хрвати | Словенци | Македонци | Црногорци | Југословени неопредијељени | Чеси | Пољаци | Русини — Украјинци | Остали Словени | Остали несловени |
| СРЕЗ КОТОР ВАРОШ                | 37898  | 25008 | 6485   | 4        | 4         | 10        | 6375                       | 2    | –      | 2                  | –              | 8                |
| Котор Варош                     | 4715   | 805   | 2640   | 2        | 3         | 6         | 1253                       | 1    | –      | 1                  | –              | 4                |
| Масловаре                       | 4574   | 3966  | 8      | –        | –         | –         | 600                        | –    | –      | –                  | –              | –                |
| Превиле                         | 4576   | 3537  | 696    | –        | –         | –         | 342                        | –    | –      | –                  | –              | 1                |
| Скендер Вакуф                   | 7100   | 6566  | 16     | –        | –         | –         | 518                        | –    | –      | –                  | –              | –                |
| Шипраге                         | 7746   | 6036  | 24     | 1        | 1         | –         | 1682                       | –    | –      | –                  | –              | 2                |
| Врбањци                         | 4919   | 1678  | 1728   | 1        | –         | 4         | 1505                       | 1    | –      | 1                  | –              | 1                |
| Забрђе                          | 4268   | 2420  | 1373   | –        | –         | –         | 475                        | –    | –      | –                  | –              | –                |

## Општина Шипраге 1931.*
- Општина Шипраге обухватала је околна насеља, укључујући Имљане и Петрово Поље.[39]

### Становништво Шипрага, 1921.

#### Религијска припадност
| Пописно подручје | Муслимани | Православци | Римокатолици | "Енглези" | Укупно |
| Присочка         | 675       | –           | 8            | –         | 683    |
| Радохово*        | 270       | 42          | 1            | 3         | 316    |
| Укупно           | 945       | 42          | 9            | 3         | 999    |

- Службени назив пописног подручја био је Радохово.

#### Матерњи језик
| Пописно подручје | Срба и Хрватa | Русина | Укупно |
| Присочка         | 683           | –      | 683    |
| Радохово*        | 314           | 2      | 316    |
| Укупно           | 997           | 2      | 999    |

### Попис 1910.
| Присочка          |             |           |              |        |
| Насеље↓/Религија→ | Православци | Муслимани | Римокатолици | Укупно |
| Цријепови         | –           | 223       | –            | 223    |
| Керле             | –           | 66        | –            | 66     |
| Паливук           | –           | 92        | –            | 92     |
| Присочка          | –           | 220       | –            | 220    |
| Шипраге           | –           | 155       | 4            | 159    |
| Укупно            | –           | 756       | 4            | 760    |

| Радохово          |             |           |              |        |
| Насеље↓/Религија→ | Православци | Муслимани | Римокатолици | Укупно |
| Демићи            | –           | 110       | –            | 110    |
| Дунићи            | –           | 53        | –            | 53     |
| Гиговићи          | –           | 33        | –            | 33     |
| Радохово          | 1           | 146       | –            | 147    |
| Укупно            | 1           | 342       | –            | 343    |

### Попис 1895.
| Подручје Шипрага   |             |                              |        |
| Naselje↓/Religija→ | Мухамедовци | Источно-православни хришћани | Укупно |
| Бурча              | –           | 70                           | 70     |
| Црепови            | 209         | –                            | 209    |
| Ћорковићи          | –           | 128                          | 128    |
| Денић*             | 91          | –                            | 91     |
| Дунић*             | 62          | –                            | 62     |
| Гиговићи           | 9           | –                            | 9      |
| Керле              | 57          | –                            | 57     |
| Паливук            | 103         | –                            | 103    |
| Присочка           | 182         | –                            | 182    |
| Радохово           | 146         | –                            | 146    |
| Селачка            | –           | 150                          | 150    |
| Стопанi            | 131         | –                            | 131    |
| Шипраге            | 88          | –                            | 88     |
| Укупно             | 1.078       | 348                          | 1.426  |

- Демићи и Дунићи

### Попис 1885.
| Подручје Шипрага  |             |           |        |
| Насеље↓/Религија→ | Православци | Муслимани | Укупно |
| Чрипови*          | 170         |           | 170    |
| Демићи            | 103         | –         | 103    |
| Дунићи            | 63          | –         | 63     |
| Паливук           | 105         | –         | 105    |
| Присочка          | 195         | –         | 195    |
| Радохово          | 351         | –         | 351    |
| Стопан            | 311         | –         | 311    |
| Шипраге+Селачка   | 137         | 140       | 277    |
| Укупно            | 1.435       | 140       | 1.575  |

- Црепови

### Попис 1879.
| Подручје Шипрага  |             |                |        |
| Насеље↓/Религија→ | Мухамеданци | Грко-източњаци | Укупно |
| Бурча             | –           | 70             | 70     |
| Црипова*          | 151         | –              | 151    |
| Ћорковић          | –           | 108            | 108    |
| Денић             | 91          | –              | 91     |
| Дунић             | 62          | –              | 62     |
| Керле             | 63          | –              | 63     |
| Паливук           | 103         | –              | 103    |
| Присочка          | 182         | –              | 182    |
| Радохово          | 146         | –              | 146    |
| Селачка           | –           | 150            | 150    |
| Стопан            | 122         | –              | 122    |
| Шипраге           | 64          | –              | 64     |
| Укупно            | 984         | 328            | 1.312  |

- Црепови

### Села шипрашког подручја
Лијева обала Врбање (узводно)
Улице, Траљићи, Летићи, Лапићи, Керкези, Гиговићи, Демићи, Дунићи, Вревићи (Стране), Ћорковићи, Врбово, Зухрићи, Мујагићи, Лозићи, Тулежа, Фодловићи, Црепови, Дураковићи, Ковачевићи, Мујановићи;
Десна обала
Бурча, Стопан, Керле, Грич, Селачка, Горње Шипраге, Курушићи, Гелићи, Паливук.